# Hrabstwo Restigouche
Hrabstwo Restigouche (fr. Comté de Restigouche, ang. Restigouche County) – jednostka administracyjna kanadyjskiej prowincji Nowy Brunszwik leżąca na północy prowincji. Nazwa pochodzi od przepływającej przez to hrabstwo rzeki Restigouche.
Hrabstwo ma 32 594 mieszkańców. Język francuski jest językiem ojczystym dla 64,8%, angielski dla 34,4% mieszkańców (2011).